# ۱۲۶۷ (قمری)
۱۲۶۷ (قمری)، هزار و دویست و شصت و هفتمین سال در گاهشماری هجری قمری است. اول محرم این سال برابر با ششم نوامبر سال ۱۸۵۰ میلادی است.

## زادگان
- عبدالکریم حائری یزدی: مرجع تقلید شیعه و بنیانگذار حوزه علمیه قم.

## وابسته
- ناصرالدین شاه قاجار
- وقایع اتفاقیه
- امیرکبیر